# Ferit Gümüş
Pour les articles homonymes, voir Gümüş (homonymie).
Ferit Gümüş, né le 1er janvier 1981 à Kızıltepe, est un joueur turc de basket-ball en fauteuil roulant classé en 3 point player (en). 
Il est membre de l'équipe de Turquie de basket-ball en fauteuil roulant, avec laquelle il a participé aux Jeux paralympiques d'été de 2012 et est double vice-champion d'Europe en 2013 et 2015.